# Denton (Carolina del Nord)
Denton è un comune degli Stati Uniti d'America, situato in Carolina del Nord, nella contea di Davidson.